# 今川駅 (新潟県)
今川駅（いまがわえき）は、新潟県村上市今川にある、東日本旅客鉄道（JR東日本）羽越本線の駅である。

## 歴史
- 1944年（昭和19年）7月1日：今川信号場として新設[1]。その後特例として仮乗降場扱いとなったのを経て、臨時駅となる。この間、当駅には営業キロが設定されておらず、運賃計算上は1つ先の駅までの扱いとされていた。
- 1987年（昭和62年）4月1日：国鉄分割民営化により、東日本旅客鉄道（JR東日本）の駅となると共に、旅客駅に昇格[1]。今川駅が開業[1]。

## 駅構造
相対式ホーム2面2線を有する地上駅である。両ホームは越後寒川方にある構内踏切（警報機あり・遮断機なし）で連絡している。
村上駅管理の無人駅となっている。駅舎はなく、集落に面する西側の2番線、踏切を渡った1番線の両ホームに待合室がある。

### のりば
| 番線 | 路線      | 方向 | 行先           |
| ---- | --------- | ---- | -------------- |
| 1    | ■羽越本線 | 上り | 村上・新津方面 |
| 2    | ■羽越本線 | 下り | 鶴岡・酒田方面 |

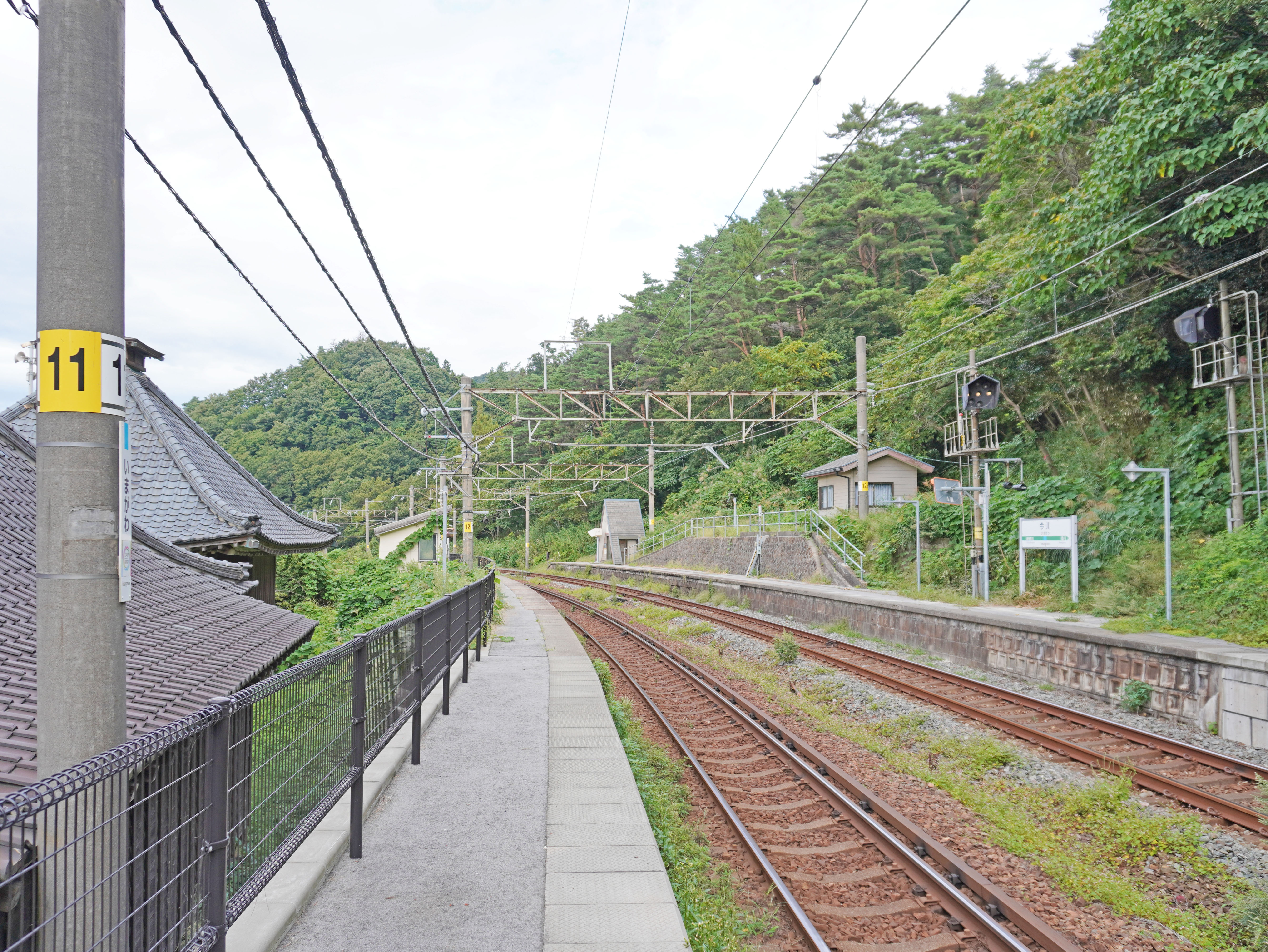
ホーム（2022年9月）
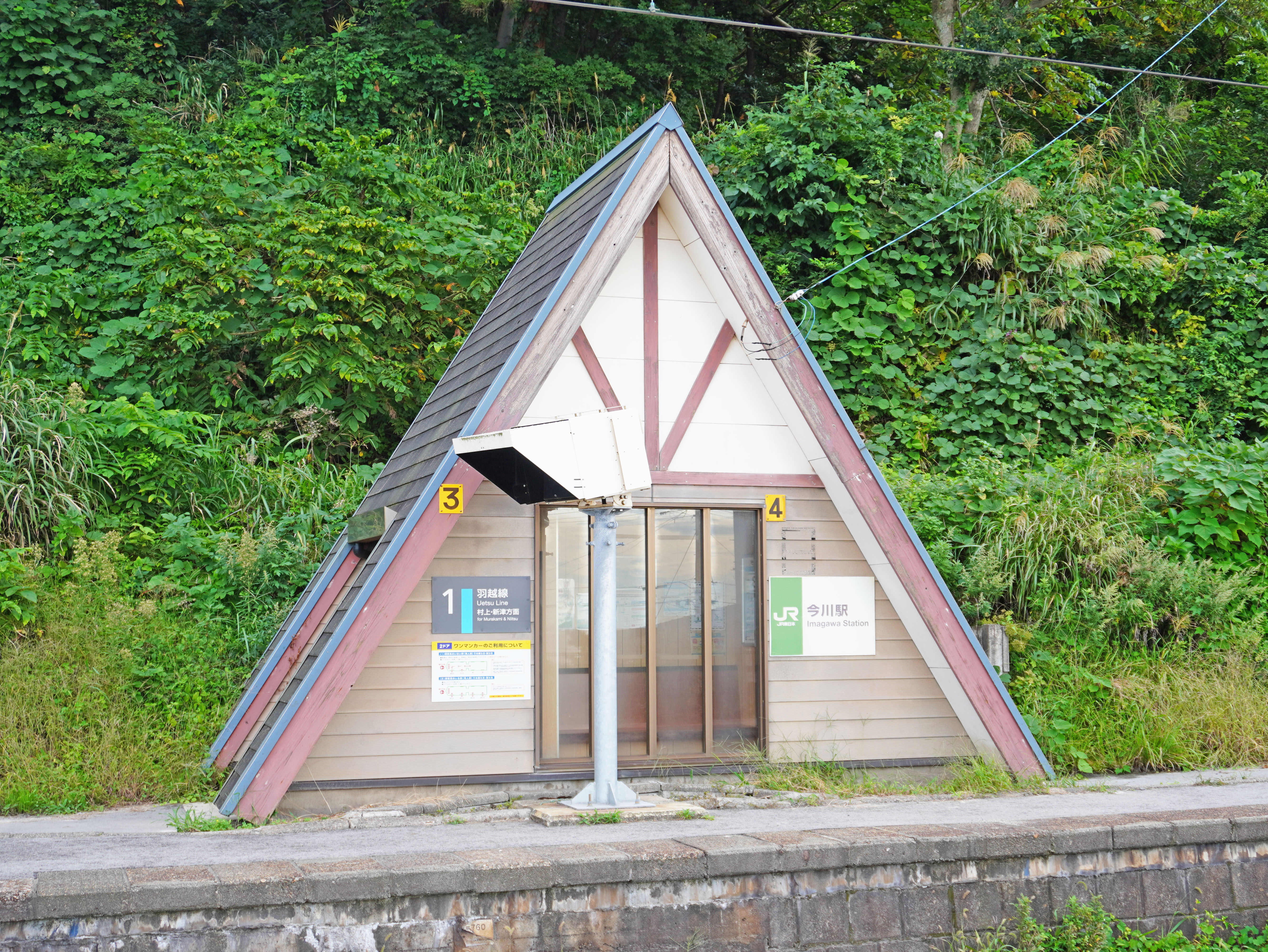
1番線ホーム待合室外観（2022年9月）
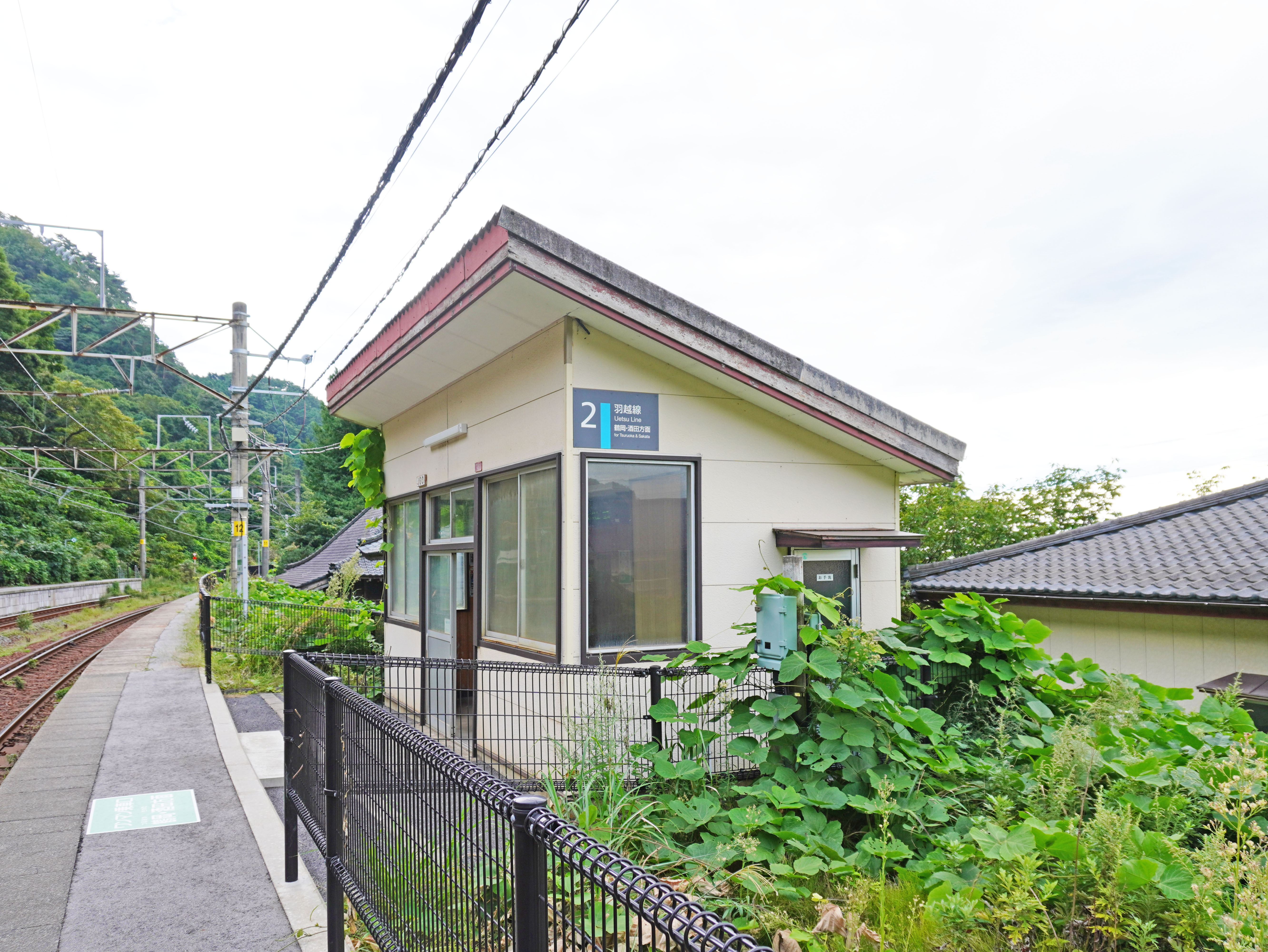
2番線ホーム待合室外観（2022年9月）
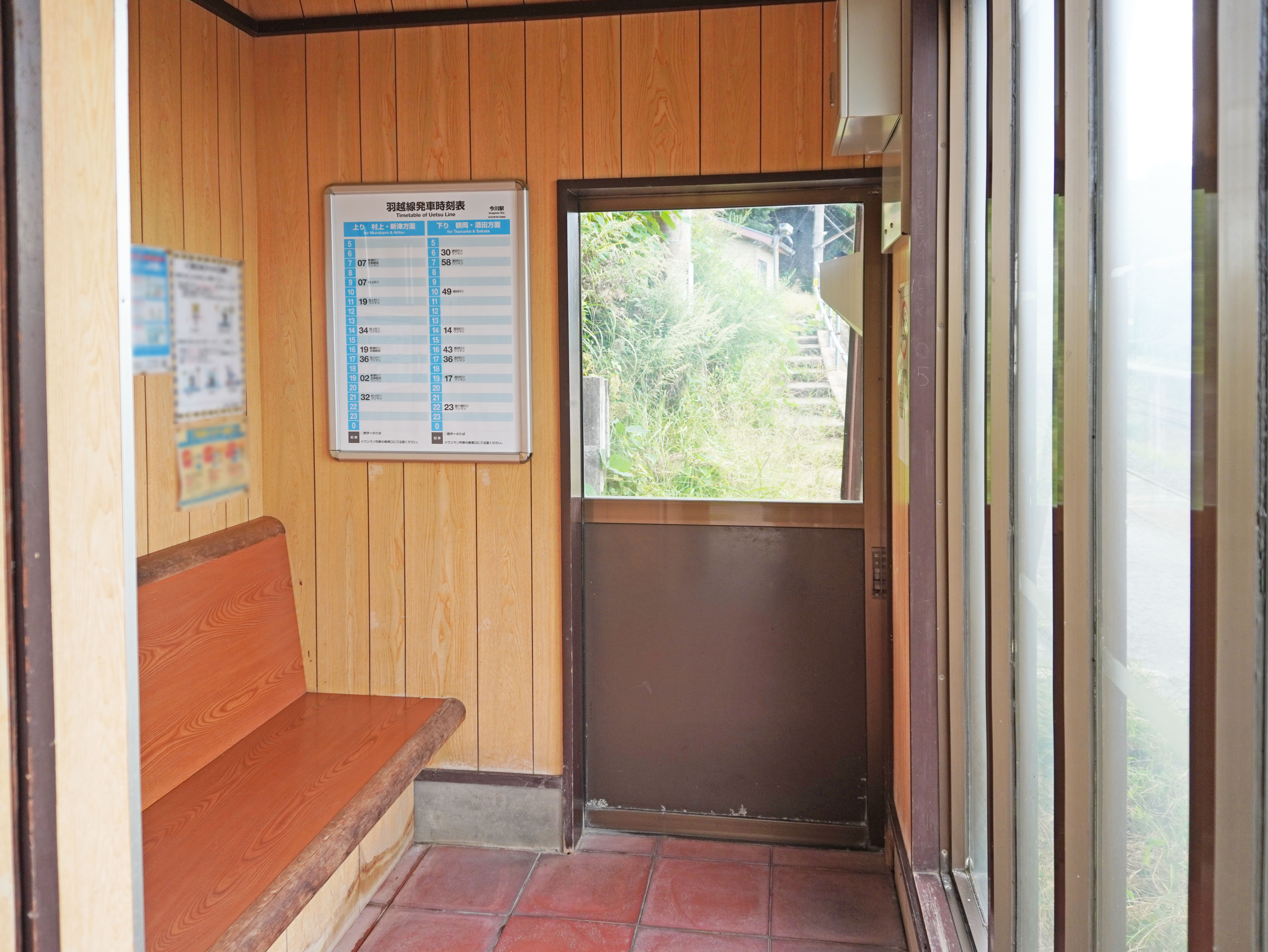
1番線ホーム待合室（2022年9月）
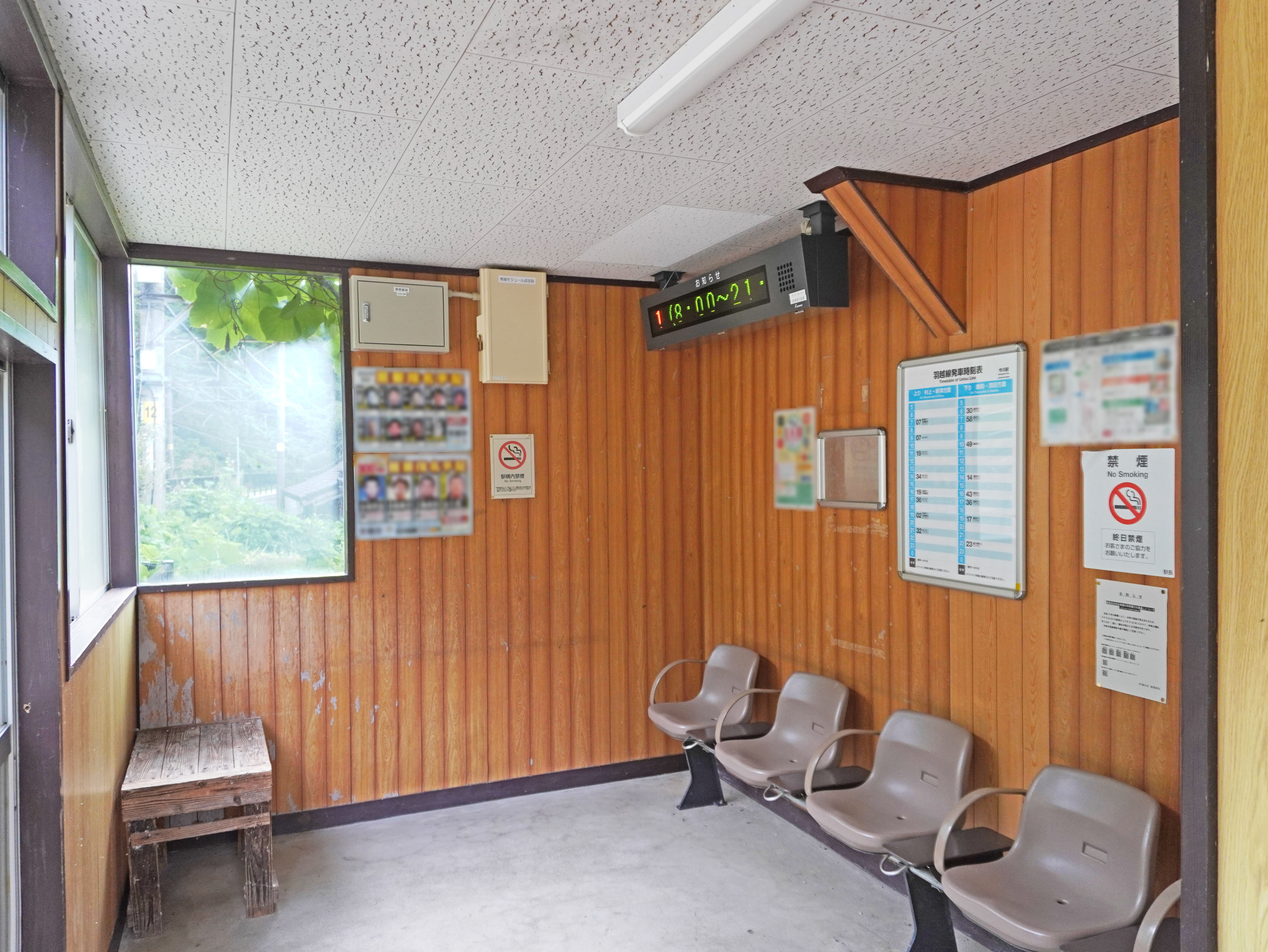
2番線ホーム待合室（2022年9月）
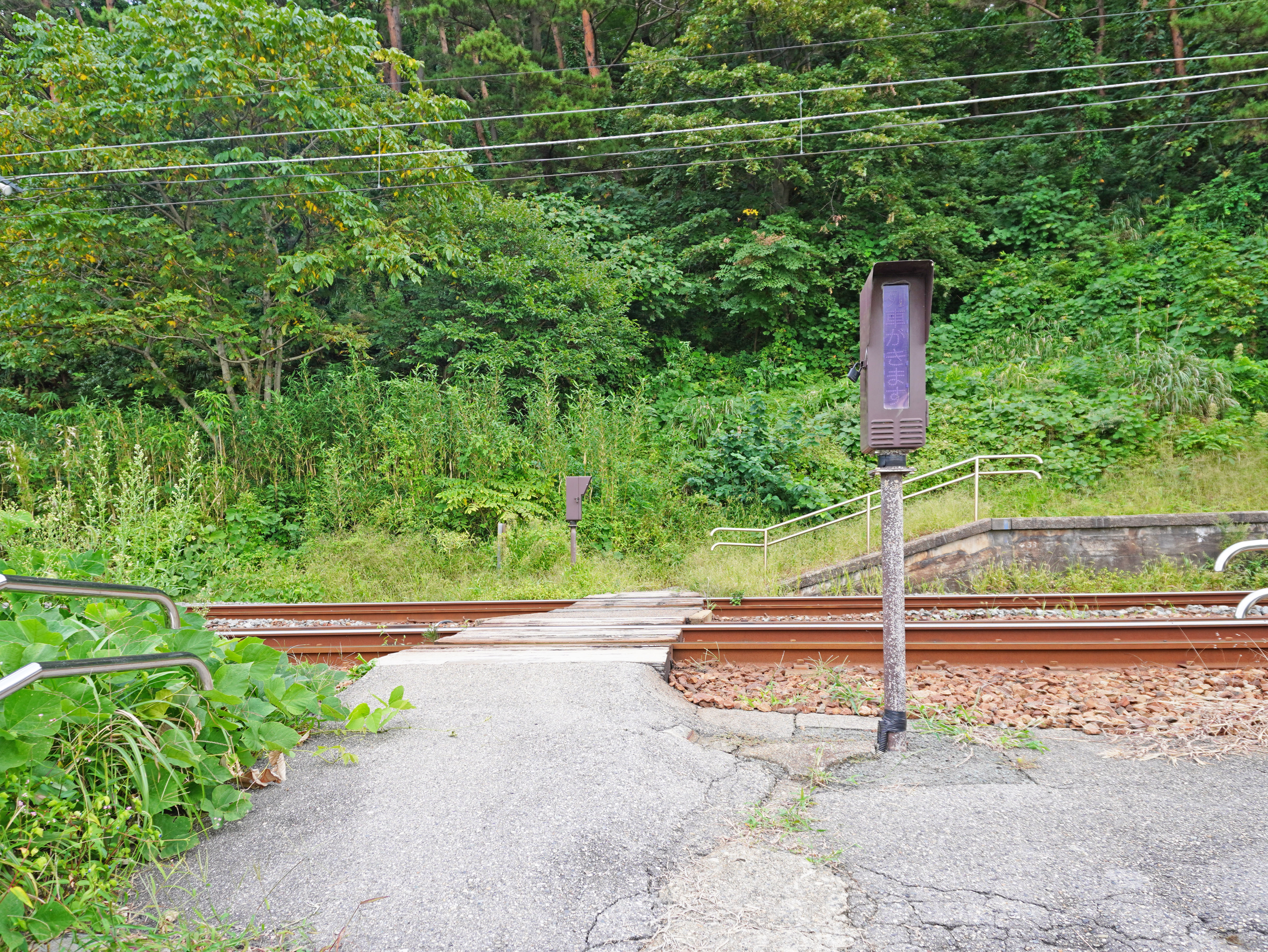
構内踏切（2022年9月）

## 駅周辺
今川地区は古くからの集落。駅前に立つ「山北町・民宿発祥の地」の碑が推し示すように、かつては民宿が数多かった。
1964年（昭和39年）7月に民宿第1号として3軒が夏季の営業を始め、最盛期の1985年（昭和60年）ごろには20件近い民宿が並ぶ集落であった。しかし、2013年（平成25年）現在では、営業をしているのは1軒のみである。
- 国道345号
- 今川海水浴場

## 隣の駅
東日本旅客鉄道（JR東日本）
■羽越本線
桑川駅 - 今川駅 - 越後寒川駅